# سانتو (تكساس)
سانتو (بالإنجليزية: Santo)‏ هي مدينة أمريكية تقع في ولاية تكساس.ويبلغ عدد سكانها 315 نسمة حسب إحصاء سنة 2010 م.